# Semyon Aranovich
Semyon Aranovich (23 de julho de 1934 - 8 de setembro de 1996) foi um diretor de cinema russo.